# Pavel Řezníček (herec)
Pavel Řezníček (* 11. října 1966 Brno) je český divadelní a filmový herec.

## Životopis
Odmaturoval na brněnském gymnáziu. Do 18 let hrál fotbal za prvoligový dorost Zbrojovky Brno. Ve 20 letech přišel na představení Bratři Karamazovi Divadla na provázku, divadlo se mu zalíbilo a v letech 1986–1987 zde pracoval jako uvaděč. Po základní vojenské službě pracoval jako kulisák v Divadle bratří Mrštíků. Přihlásil se na DAMU, kde v roce 1999 dokončil studia herectví. Na téže škole tři roky studoval i divadelní režii.
V prvním ročníku DAMU hostoval v Národním divadle. V letech 1997–1998 hrál v Dejvickém divadle (představení Dvanáct měsíčků, Zelenavý ptáček a Revizor). Po škole tři roky pracoval jako produkční zpravodajství na televizi Prima. V roce 2002 režíroval v Městském divadle Mladá Boleslav komedii Rytíř hořící paličky. V roce 2013 vystupoval v 6. řadě taneční soutěže StarDance, ve které tančil s Lucií Hunčárovou. Vypadli ve druhém kole. 
Od roku 2018 účinkuje i v pořadech TV Nova, mezi ty nejznámější patří Ordinace v růžové zahradě (MUDr. Martin Brabec), Profesor T (Jáchym Tauber), Odznak Vysočina (plk. Valter Kožíšek).

## Filmografie

### Filmy
- 1994 – Jak si zasloužit princeznu
- 2002 – Únos domů
- 2004 – Milenci & Vrazi
- 2005 – Sametoví vrazi
- 2007 – Keep smiling
- 2008 – Kdopak by se vlka bál
- 2009 – Dvojka
- 2010 – Román pro muže
- 2012 – DonT stop
- 2015 – Pinocchio
- 2015 – Andílek na nervy

### Televizní filmy
- 1995 – Poutníci
- 1996 – Periferie
- 1996 – Dům poslední radosti
- 1997 – Záhadná paní Savageová
- 1998 – Za zdí
- 1998 – Ohrada snů
- 2001 – Trosečník
- 2002 – Místo činu: Vzpomínka na Prahu
- 2003 – Nezvěstný
- 2004 – Ruth to vidí jinak
- 2005 – Oběti: Živnostník
- 2006 – Nadměrné maličkosti: Manželé roku 2006
- 2006 – Krásný čas
- 2008 – Vlna
- 2008 – BrainStorm
- 2009 – Nespavost
- 2009 – Ďáblova lest
- 2010 – Bludičky
- 2011 – Alma
- 2011 – Cizinec a krásná paní
- 2012 – Vánoční hvězda

### Seriály
- 1994 – Prima sezóna
- 2001 – Černí andělé
- 2004 – Hop nebo trop (Ivan)
- 2005 – 3 plus 1 s Miroslavem Donutilem
- 2005 – On je žena!
- 2005 – Stříbrná paruka
- 2005 – Eden
- 2006 – Škola Na Výsluní
- 2006 – Letiště
- 2007 – Velmi křehké vztahy
- 2007 – Trapasy
- 2008 – Kriminálka anděl
- 2009 – Odsouzené
- 2009 – Přešlapy
- 2009 – Škola pro život
- 2010 – Dokonalý svět
- 2010 – Cesty domů
- 2011 – Zlomok sekundy
- 2011 – O mé rodině a jiných mrtvolách
- 2011 – Aféry
- 2012 – Život je ples
- 2012 – Základka
- 2012 – Obchoďák
- 2013 – Škoda lásky
- 2013 – Cirkus Bukowsky
- 2013 – StarDance ...když hvězdy tančí
- 2014 – Svatby v Benátkách
- 2015 – Labyrint
- 2015 – Přístav
- 2018 – Tátové na tahu
- 2018 – Profesor T
- 2019 – Ordinace v růžové zahradě 2 (Martin Brabec)
- 2021 – 1. mise (plk. MUDr. Vít Jelen)
- 2021 – Ochránce
- 2023 – Odznak Vysočina (plk. Valter Kožíšek), (od 2. řady)
- 2023 – Zlatá labuť (Václav Mach)
- 2023 – Smysl pro tumor (Mirek Kalina)